# Eletica apicelutea
Eletica apicelutea es una especie de coleóptero de la familia Meloidae.

## Distribución geográfica
Habita en la República Democrática del Congo y en los  territorios que antes se llamaban Rodesia.